# دبليو دبليو إي تو كي 16
دبليو دبليو إي تو كي 16 (بالإنجليزية: WWE 2K16)‏ هي لعبة فيديو تاريخ صدورها هو 27 أكتوبر 2015، وهي متوفرة على أجهزة بلاي ستيشن 3 وبلاي ستيشن 4 وإكس بوكس 360 وإكس بوكس ون. اللعبة من تطوير يوكز. أعلنت تو كي عن توفر اللغة العربية في اللعبة وذلك في معرض جيمز 15 الذي أقيم في دبي لتكون الأولى في السلسلة التي يتم تعريبها.